# Juraj Halenár
Juraj Halenár (Nagyszombat, 1983. június 28. – Pozsony, 2018. június 30. (k. n.)) szlovák válogatott labdarúgó.

## Pályafutása

### Klubcsapatokban
A nagyszombati születésű Halenár tizennyolc éves korában csatlakozott a pozsonyi Inter Bratislava csapatához. A 2004-05-ös szezonban tizenötször volt eredményes a szlovák első osztályban. 2005 nyarán a Petržalka szerződtette húszmillió szlovák korona ellenében. 2005. július 27-én a Bajnokok Ligája selejtezőjében a skót Celtic ellen mesterhármast ért el.
2008 nyarán a Slovan Bratislava igazolta le. Első mérkőzésén új klubjában két gólt szerzett az eperjesi Tatran Prešov ellen 4-1-re megnyert bajnokin. 2014. augusztus 10-én megdöntötte Róbert Semeník 120 gólos rekordját, amivel a liga történetének legeredményesebb játékosa lett. 2015 januárjában Halenár elhagyta a szlovák bajnokságot és aláírt a Nyíregyháza Spartacushoz, ahol azonban csak a szezon végéig maradt, majd a cseh Sigma Olomouc csapatában folytatta pályafutását. 2015 decemberében családi okok miatt elhagyta a klubot, ezt követően a Borčice, a Petržalka és az osztrák Gaflenz játékosa volt.

### A válogatottban
Részt vett a 2002-es U19-es labdarúgó-Európa-bajnokságon és a 2003-as ifjúsági labdarúgó-világbajnokságon is. 2007 novemberében a cseh válogatott ellen debütált a szlovák válogatottban, amelyben összesen háromszor lépett pályára.

## Halála
2018. június 30-án, mindössze két nappal a 35. születésnapja után, Halenárt a szlovák fővároshoz tartozó vereknyei parkerdőben találták meg holtan. Az első jelentések szerint öngyilkos lett.

## Sikerei, díjai

### Válogatott
Szlovákia U19
- 2002-es U19-es labdarúgó-Európa-bajnokság - 3. hely

## Mérkőzései a szlovák válogatottban
| #  | Dátum              | Ellenfél     | Eredmény | Kiírás              | Esemény |
| -- | ------------------ | ------------ | -------- | ------------------- | ------- |
| 1. | 2007. november 17. | Csehország   | 1 – 3    | Eb-selejtező        | 86'     |
| 2. | 2007. november 21. | San Marino   | 5 – 0    | Eb-selejtező        | 76'     |
| 3. | 2008. február 6.   | Magyarország | 1 – 1    | barátságos mérkőzés | 77'     |

## Sikerei, díjai
FC Petržalka 1898:
- Szlovák labdarúgó-bajnokság bajnok: 2007–08
- Szlovák labdarúgó-bajnokság második helyezett: 2005–06, 2006–07

ŠK Slovan Bratislava:
- Szlovák labdarúgó-bajnokság bajnok: 2008–09, 2010–11, 2012–13, 2013–14
- Szlovák labdarúgó-bajnokság második helyezett: 2009–10
- Szlovák labdarúgó-bajnokság harmadik helyezett: 2011–12, 2014–15
- Szlovák labdarúgókupa döntős: 2013-14

Szlovák U19-es labdarúgó-válogatott:
- U19-es labdarúgó-Európa-bajnokság harmadik helyezett: 2002